# Державна премія УРСР імені Тараса Шевченка — лауреати 1970 року
Державні премії УРСР імені Тараса Шевченка в галузі літератури, мистецтва і архітектури 1970 року були присуджені спільною Постановою Центрального Комітету Компартії України і Ради Міністрів Української РСР № 129 від 6 березня 1970 р. за поданням Комітету по Державних преміях Української РСР імені Т. Г. Шевченка.

## Список лауреатів
| Галузь                 | Лауреат | Обґрунтування |
| ---------------------- | --- | --- |
| Література             | Збанацький Юрій Оліферович                                                                                         | за роман «Хвилі».                                                                                                |
| Література             | Канівець Володимир Васильович                                                                                      | за роман «Ульянови».                                                                                             |
| Література             | Нагнибіда Микола Львович                                                                                           | за цикл віршів на ленінську тему «Риси рідного обличчя» у збірці поезій «На полі битви».                         |
| Образотворче мистецтво | Шовкуненко Олексій Олексійович                                                                                     | за серію портретів (поета М. Рильського, генерал-майора С. Ковпака, партизанки М. Вовчик) і цикл нових пейзажів. |
| Театральне мистецтво   | Сміян Сергій Костянтинович — режисер-постановник Параконьєв Костянтин Йосипович — виконавець ролі Ярослава Мудрого | за спектакль «Ярослав Мудрий» у Запорізькому обласному музично-драматичному театрі імені М. О. Щорса.            |